# Simulium quadrifidum
Simulium quadrifidum är en tvåvingeart som beskrevs av Lutz 1917. Simulium quadrifidum ingår i släktet Simulium och familjen knott. Inga underarter finns listade i Catalogue of Life.